# Lonewolf (album)
Lonewolf è il quarto album in studio del rapper italiano MadMan, pubblicato il 31 maggio 2024 da Tanta Roba Label, Island, Universal Music Italia.

## Tracce
1. Plenilunio – 3:31
2. Bruce Wayne (ft. Thasup) – 2:51
3. Lonewolf – 3:29
4. Soprano (ft. Jake La Furia) – 2:30
5. Utopia (ft. Gemitaiz) – 3:10
6. No entiendo – 2:09
7. Serial Killer – 2:15
8. Jon Jones – 2:24
9. Gin tonic (ft. Naska) – 2:55
10. Psicodramma – 3:11
11. Difetti – 2:22
12. Good Vibes (ft. Mattaman & Rik Rox) – 3:19
13. Demoni – 2:51
14. Perdono/Dylan Dog – 3:22

## Formazione
Musicisti
- MadMan – voce
- Thasup – voce aggiuntiva (traccia 2)
- Jake La Furia – voce aggiuntiva (traccia 4)
- Gemitaiz – voce aggiuntiva (traccia 5)
- Naska – voce aggiuntiva (traccia 9)
- Rik Rox – voce aggiuntiva (traccia 12)
- Mattaman – voce aggiuntiva (traccia 12)

Produzione
- Pherro – produzione (tracce 1-2, 6, 8, 14)
- Rik Rox – produzione (tracce 1, 12)
- Thasup – produzione (traccia 2)
- PK – produzione (tracce 3, 5-6, 13-14)
- 2nd Roof – produzione (tracce 4, 8)
- Gemitaiz – produzione (traccia 7)
- Sine – produzione (traccia 7)
- Danusk – produzione (traccia 9)
- Edlin – produzione (traccia 9)
- Renzo Stone – produzione (traccia 9)
- Mixer T – produzione (traccia 10)
- DJ 2P – produzione (traccia 11)
- Adma – produzione (traccia 13)

## Classifiche

### Classifiche settimanali
| Classifica (2024) | Posizione massima |
| ----------------- | ----------------- |
| Italia            | 4                 |